# Castell d'Altés
Castell d'Altés és un castell termenat, del qual se'n conserven restes, del municipi de Bassella (Alt Urgell) declarat bé cultural d'interès nacional.

## Descripció
Restes de murs a la zona de ponent i migdia, entre 3 i 7 metres d'alçada. Els murs, de carreus regulars i ben desbastats, seguint l'estructura de la roca on s'assentava l'edifici. el material que formava part del castell s'ha aprofitat en edificacions posteriors, cases, corrals, etc.
La primitiva església de Sant Pere d'Altés era dintre l'àmbit del castell del qual es coneix només el setial. Actualment és en total ruïna. Només resten algunes filades dels murs, que no permeten veure com era l'obra.

## Història
Castell termenat. Documentat el 1118.
L'església del castell, dedicada a Sant Pere, és esmentada per primera vegada a l'acta de consagració de la catedral de la Seu d'Urgell. El 17 de gener de 968, en una donació, s'anomena el "castro autes". El 978 és anomenat quan els almoiners del difunt Miró, jutge, donen l'alou d'Altés a Santa Maria de la seu. Un document del segle xii situa el castell al terme d'Ogern, era de la senyoria dels Miró. El castell d'Altés apareix al llarg del segle xii amb els topònims Aotes, Azautes, Adaltes i Altés.
A partir del segle xiii el castell d'Altés va passar a formar part de les propietats dels Josa. Tot i els conflictes per la possessió d'Altés amb els Peramola, els Josa en van mantenir la propietat fins al segle xviii.